# 格连娜·托皮林娜
格连娜·德米特里耶夫娜·托皮林娜（俄語：Гелена Дмитриевна Топилина，1994年1月11日—），俄罗斯女子花样游泳运动员，2015年世界游泳锦标赛集体技术自选、集体自由自选和自由组合金牌得主、2016年夏季奥林匹克运动会集体金牌得主。